# Эн (титул)
Эн (аккад. энум, жен. р. — энтум) — жреческий титул и титул правителя города-государства в Древней Месопотамии. Предположительно термин переводился как «верховный жрец» и изначально мог обозначать культового главу города-государства. В историческое время эн имел административные, культовые и даже военные полномочия.
В отличие от титулов энси и лугаль титул эн использовался только в Уруке. Эн-Меркар, Лугальбанда и Гильгамеш в эпосе и гимнах названы «энами Кулабы» (район Урука). В Шумерском царском списке имя Мескиаггашера, основателя I династии Урука, сопровождается титулом «эн Эаны», то есть храма бога-покровителя города. Лугалькингенешдуду, живший примерно в начале XXIV века до н. э., писал, что получил нам-эн над Уруком и нам-лугаль (царство) над Уром, что является ещё одним свидетельством связи титула эн только с одним городом – Уруком. Единственным исключением является словосочетание «эн Шумера», использованное в отношении правителя Урука Эн-Шакушаны (примерно конец XXV века до н. э.). На эпиграфических памятниках слово эн появляется раньше, чем лугаль. Соответствующий знак обнаружен на табличке из слоя IVa Урука, в одном из древнейших текстов протописьменного периода. Личное имя, написанное на архаической табличке из Ура, которое можно перевести как «эн наполняет Кулабу», свидетельствует об авторитете, которым обладатель этого титула пользовался за пределами Урука.
Титул эн использовался и в Уре начиная с аккадского периода, но его носили не правители, а жрецы, точнее, его обладательницей была верховная жрица (энтум) бога луны Нанны, покровителя города. Так как мужчина правил в Уруке, находившемся под защитой богини Инанны, можно предположить, что носитель титула эн и верховное божество города должны были быть разнополыми. Очевидно, эн Урука-Кулабы изначально обладал более ярко выраженными, чем у лугаля, религиозными функциями. Однако в этом городе подобный человек был не только жрецом, но и правителем города, который вёл в бой войска. 
Имена шумерских богов, в составе которых присутствует эн (к примеру, Энлиль, «Владыка-ветер»), древнее тех, в составе которых имеется слово «лугаль», что свидетельствует об изначально более высоком статусе обладателя первого из этих двух титулов и о большей древности титула правителей Урука. Вопрос осложняется из-за существования в шумерской литературе (царский список, эпос, гимны) традиции обожествления таких правителей, как Мебарагеси из Киша, путём прибавления к их именам приставки эн (Эн-Мебарагеси). При этом следует отметить, что верховным божеством этого города был Забаба, а значит, сформулированное нами выше правило о противоположности полов, вероятно, нарушается. Это, в свою очередь, заметно осложняет наши попытки определить различия между титулами эн и лугаль.
Власть эна часто была ограничена советом старейшин и народным собранием, нередко эны подчинялись военным вождям-гегемонам (лугалям).